# Atoomwijk Mol
De Atoomwijk, ook bekend als Residentiewijk is een in de gemeente Mol op privéterrein gelegen woonwijk die gebouwd werd tussen 1954 en 1960. De wijk werd opgericht voor de werknemers van het toen in opbouw zijnde Studiecentrum voor Kernenergie.

## De wijk
De wijk is gelegen tussen de bedrijfsterreinen van het SCK CEN en het Kanaal Bocholt-Herentals. Bij de oprichting van de Vlaamse Instelling voor Technologisch Onderzoek (VITO) werden een aantal gebouwen eigendom van die laatste instelling.
De wijk bestaat uit villa's, huizen, appartementen en gebouwen met kamers en werd ontworpen door de architecten Jacques Wybauw en Thiran. Het gebouw met 'studio’s' werd ontworpen door architecten
Pierre Coulon en André Noterman en kreeg een 1ste vermelding Prijs Van de Ven in 1957. De hele site is doordrenkt van het naoorlogse modernisme en functionalisme. Landschapsarchitect René Pechère zorgde voor de ruimtelijke invulling van zowel de wijk als de technische site.
Tot de wijk behoren ook sportfaciliteiten voor de werknemers, waaronder een sporthal en enkele tennis- en voetbalvelden. Met uitzondering van een benzinestation en drie bankkantoren mochten er geen commerciële activiteiten uitgeoefend worden in de wijk, met inbegrip van zelfstandige activiteiten.
De afstand tot de omliggende gemeenten, het voorkomen van slagbomen en de sociologische kenmerken en de uniforme bouwstijl zorgden voor een bijzonder wijkgevoel. Het SCK CEN is tot op heden een federale tweetalige instelling waardoor er een grote populatie Franstaligen in de wijk is. Daarnaast is er een groot aandeel van buitenlandse wetenschappers die zich hier gevestigd hebben. De werknemers hebben hun eigen personeelsvereniging 'Nuclea' die een belangrijke rol speelt in de sociale contacten tussen de werknemers.

## Bedreiging
In juni 2008 bracht VITO de bewoners van de appartementen in haar bezit op de hoogte dat er een sloopvergunning tegen het jaar 2013 was aangevraagd. Ondertussen is het merendeel van de bewoners van de betreffende appartementsblokken weggetrokken. De sloopvergunning werd echter geweigerd door de overheid en de appartementen staan momenteel grotendeels leeg. Hoe het verder moet is op dit ogenblik niet duidelijk. VITO is samen met de Vlaamse Bouwmeester een masterplan aan het uitwerken.
In april 2017 raakte bekend dat de Atoomwijk vanaf 2018 gerenoveerd zou worden. Deze renovatiewerken startten in april 2019.
De geplande afbraak stuit op hevig verzet van de bewoners die zich verenigd hebben in een actiecomité dat de bescherming als cultureel erfgoed voor de hele wijk heeft aangevraagd.